# NSK (przedsiębiorstwo)

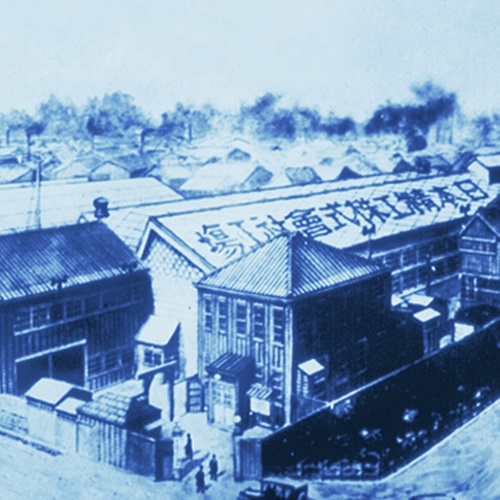
Pierwsza Fabryka NSK

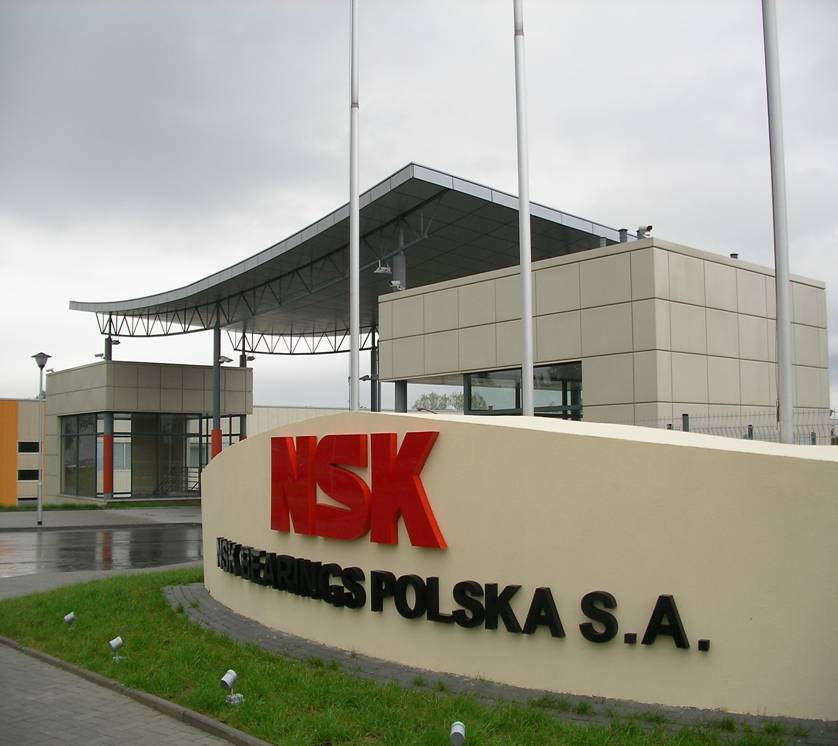
Fabryka NSK w Polsce

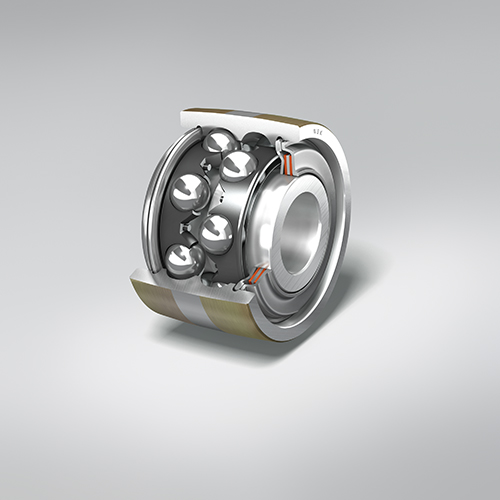
Przykładowe łożysko NSK

NSK (Nippon Seiko K.K) – japońskie przedsiębiorstwo z siedzibą w Tokio, notowane na tokijskiej giełdzie w indeksie Nikkei, ISIN JP3720800006.
NSK to producent łożysk tocznych, produktów technologii liniowej, komponentów samochodowych i układów kierowniczych.

## Historia
Spółka NSK Ltd. została utworzona w 1916 roku, przejmując interesy Nippon Seiko Limited Partnership Company, założonej w roku 1914. Swoją działalność rozpoczęła jako pierwszy w Japonii producent łożysk. Początkowa jej działalność skupiała się na produkcji łożysk tocznych, jednak już w latach 50. weszła na rynek elementów sterujących wykorzystujących śruby kulowe i produktów liniowych. W krótkim czasie NSK Ltd. rozpoczęła ekspansję na skalę światową. W Japonii powstało pierwsze laboratorium badań inżynierskich i rozpoczęto produkcję łożysk igiełkowych, części do automatycznych skrzyń biegów oraz kolumn kierowniczych.
W 2018 roku NSK zatrudniało globalnie ponad 31 860 pracowników w 64 zakładach produkcyjnych. Codziennie fabryczne taśmy produkcyjne opuszcza blisko trzy miliony nowych łożysk każdego typu i rodzaju (poczynając od produktów o średnicy 1 milimetra na 5 metrowych kończąc). Firma rozbudowuje centra badawczo-rozwojowych na wszystkich kontynentach wydając na ten cel 89 milionów dolarów (według danych z marca 2015).

## NSK w Europie
W 1963 roku w niemieckim Düsseldorfie powstała pierwsza europejska siedziba firmy NSK. Dzięki nowym oddziałom sprzedaży spółka była w stanie oferować na nowych rynkach produkty stworzone przez nowo powstałe centrum badawczo-rozwojowe, m.in. łożyska igiełkowe, przekładnie kierownicze, a także pierwsze osie przeznaczone do pociągów Shinkansen.
W 2018 roku NSK zatrudniało w Europie ponad 3860 pracowników oraz osiągnęło roczne obroty w wysokości 1.056 mln euro. Włączając w to obroty z innych spółek grupy,

### Kalendarium rozwoju w Europie
- 1963 – wejście na rynek europejski, utworzenie w Düsseldorfie pierwszego biura sprzedaży NSK.
- Lata 1970 – uruchomienie produkcji w zakładach w Peterlee (Wlk. Brytania).
- Lata 1990:

– zakup Grupy UPI włącznie z RHP (Wlk. Brytania) i Neuweg (Niemcy)
– otwarcie Europejskiego Centrum Technologicznego (Wlk. Brytania).
– zakup wiodącego polskiego producenta łożysk tocznych, powstanie NSK Iskra.
- Lata 2000 – otwarcie centrum technologicznego w Niemczech.
- Lata od 2010:

– dalszy rozwój centrum technologicznego w Niemczech.
– otwarcie Centrum Testowego Układów Kierowniczych w Niemczech. Dalszy rozwój europejskich zakładów produkcyjnych.

## NSK w Polsce
Na rynku polskim spółka zaistniała na początku lat 90. po przejęciu Fabryki Łożysk Tocznych „Iskra”. Obecnie kielecka fabryka spółki NSK Bearings jest największym producentem łożysk kulkowych w Europie.
W Wałbrzyskiej Specjalnej Strefie Ekonomicznej „Invest-Park” funkcjonuje zakład specjalizujący się w produkcji kolumn kierowniczych dla firm z branży motoryzacyjnej. Należący do spółki zakład produkcyjny o powierzchni 10 745 metrów kwadratowych jest jednym z większych tego typu obiektów w Wałbrzyskiej Specjalnej Strefie Ekonomicznej.

## Sektory biznesowe i produkty

### NSK komponenty przemysłowe i liniowe
EIBU – European Industrial Busiess Unit
Europejska siedziba: Ratingen (Niemcy)
Portfolio produktów: łożyska kulkowe, łożyska wałeczkowe, łożyska stożkowe, łożyska baryłkowe, łożyska wzdłużne, łożyska superprecyzyjne, śruby kulowe, prowadnice liniowe i inne produkty liniowe oraz produkty mechatroniczne i precyzyjne.

### NSK produkty motoryzacyjne
EABU – European Automotive Business Unit
Europejska siedziba: Ratingen (Niemcy)
Portfolio produktów: zespoły piasty koła, średnie łożyska kulkowe poprzeczne, łożyska stożkowe i igiełkowe do transmisji, łożyska wału do pomp wodnych, łożyska magnetyczne sprzęgła do sprężarek klimatyzatorów.

### NSK układy kierownicze
ESBU – European Steering Business Unit
Europejska siedziba: Ratingen (Niemcy)